# Mecze reprezentacji Polski U-20 w piłce nożnej mężczyzn prowadzonej przez Jacka Magierę
Zestawienie meczów reprezentacji Polski U-20 pod wodzą selekcjonera Jacka Magierę.

## Opis
Kadencja Jacka Magiery trwała w okresie od 19 marca 2018 roku do 30 czerwca 2020 roku. Magiera w roli selekcjonera reprezentacji Polski U-20 zadebiutował 6 września 2018 roku na Stadionie Widzewa Łódź w Łodzi w przegranym 0:3 meczu towarzyskim z reprezentacją Włoch U-20. Za kadencji Magiery drużyna Biało-Czerwonych uczestniczyła na mistrzostwach świata U-20 2019, których była gospodarzem oraz zakończyła swój udział w turnieju na 1/8 finału po przegranej 2 czerwca 2019 roku Stadionie GOSiR w Gdyni 0:1 z reprezentacją Włoch U-20. Ostatnim meczem Magiery w roli selekcjonera reprezentacji Polski U-20 był mecz towarzyski na Stadionie MOSiR w Bytowie z reprezentacją Norwegii U-19, który zakończył się remisem 1:1.

## Oficjalne międzynarodowe mecze
| Lp. | Data       | Miejsce         | Przeciwnik      | Wynik | Turniej                             | Przypisy                           |
| --- | ---------- | --------------- | --------------- | ----- | ----------------------------------- | ---------------------------------- |
| 1.  | 06.09.2018 | Łódź            | Włochy U-20     | 0:3   | Mecz towarzyski                     | [ 1 ] [ 2 ]                        |
| 2.  | 10.09.2018 | Montreux        | Szwajcaria U-20 | 0:1   | Turniej Ośmiu Narodów U20 2018/2019 | [ 3 ]                              |
| 3.  | 11.10.2018 | Łódź            | Czechy U-20     | 3:0   | Turniej Ośmiu Narodów U20 2018/2019 | [ 4 ] [ 5 ] [ 6 ]                  |
| 4.  | 16.10.2018 | Katwijk aan Zee | Holandia U-20   | 1:4   | Turniej Ośmiu Narodów U20 2018/2019 | [ 7 ] [ 8 ]                        |
| 5.  | 15.11.2018 | Faro/Loulé      | Portugalia U-20 | 0:2   | Turniej Ośmiu Narodów U20 2018/2019 | [ 9 ]                              |
| 6.  | 19.11.2018 | Bielsko-Biała   | Ukraina U-20    | 2:1   | Mecz towarzyski                     | [ 10 ] [ 11 ] [ 12 ] [ 13 ]        |
| 7.  | 21.03.2019 | Łódź            | Japonia U-20    | 4:1   | Mecz towarzyski                     | [ 14 ] [ 15 ] [ 16 ] [ 17 ]        |
| 8.  | 26.03.2019 | Bielsko-Biała   | Niemcy U-20     | 2:0   | Turniej Ośmiu Narodów U20 2018/2019 | [ 18 ] [ 19 ] [ 20 ]               |
| 9.  | 23.05.2019 | Łódź            | Kolumbia U-20   | 0:2   | Mistrzostwa świata U-20 2019        | [ 21 ] [ 22 ] [ 23 ] [ 24 ]        |
| 10. | 26.05.2019 | Łódź            | Tahiti U-20     | 5:0   | Mistrzostwa świata U-20 2019        | [ 25 ] [ 26 ] [ 27 ] [ 28 ] [ 29 ] |
| 11. | 29.05.2019 | Łódź            | Senegal U-20    | 0:0   | Mistrzostwa świata U-20 2019        | [ 30 ] [ 31 ] [ 32 ] [ 33 ]        |
| 12. | 02.06.2019 | Gdynia          | Włochy U-20     | 0:1   | Mistrzostwa świata U-20 2019        | [ 34 ] [ 35 ] [ 36 ]               |
| 13. | 05.09.2019 | Caldiero        | Włochy U-20     | 0:2   | Turniej Ośmiu Narodów U20 2019/2020 | [ 37 ] [ 38 ]                      |
| 14. | 09.09.2019 | Rzeszów         | Portugalia U-20 | 0:1   | Turniej Ośmiu Narodów U20 2019/2020 | [ 39 ]                             |
| 15. | 10.10.2019 | Norderstedt     | Niemcy U-20     | 4:3   | Turniej Ośmiu Narodów U20 2019/2020 | [ 40 ]                             |
| 16. | 14.10.2019 | Kalisz          | Rumunia U-20    | 1:2   | Turniej Ośmiu Narodów U20 2019/2020 | [ 41 ]                             |
| 17. | 14.11.2019 | Chojnice        | Szwajcaria U-20 | 5:1   | Turniej Ośmiu Narodów U20 2019/2020 | [ 42 ]                             |
| 18. | 18.11.2019 | Bytów           | Norwegia U-19   | 1:1   | Mecz towarzyski                     | [ 43 ]                             |

## Bilans

### Ogółem
| Ogółem | M  | Z | R | P  | GZ | GS | BG |
| ------ | -- | - | - | -- | -- | -- | -- |
| Ogółem | 18 | 6 | 2 | 10 | 26 | 27 | –1 |

### Miejsce
| Miejsce | M  | Z | R | P | GZ | GS | BG |
| ------- | -- | - | - | - | -- | -- | -- |
| Dom     | 13 | 5 | 2 | 6 | 21 | 15 | +6 |
| Wyjazd  | 5  | 1 | 0 | 4 | 5  | 12 | –7 |

### Turnieje
| Turniej                   | M  | Z | R | P | GZ | GS | BG |
| ------------------------- | -- | - | - | - | -- | -- | -- |
| Mistrzostwa świata U-20   | 4  | 1 | 1 | 2 | 5  | 3  | +2 |
| Turniej Ośmiu Narodów U20 | 10 | 4 | 0 | 6 | 16 | 16 | 0  |
| Mecze towarzyskie         | 4  | 1 | 1 | 2 | 5  | 8  | –3 |

### Lata
| Rok  | M  | Z | R | P | GZ | GS | BG |
| ---- | -- | - | - | - | -- | -- | -- |
| 2018 | 6  | 2 | 0 | 4 | 6  | 11 | –5 |
| 2019 | 12 | 4 | 2 | 6 | 20 | 16 | +4 |

## Rekordy
- Najwyższe zwycięstwo:  Tahiti U-20 5:0 (26.05.2019, Chojnice)
- Najwyższa porażka:  Holandia U-20 1:4 (16.10.2018, Katwijk aan Zee)
- Najdłuższa seria zwycięstw: 2 ( Ukraina U-20,  Japonia U-20)
- Najdłuższa seria bez porażki: 2 ( Ukraina U-20,  Japonia U-20)
- Najdłuższa seria spotkań bez straty gola: 2 ( Tahiti U-20,  Senegal U-20)
- Najszybciej zdobyty gol: Tomasz Makowski ( Niemcy U-20, 10.10.2019, Norderstedt) – 1 min.
- Najszybciej stracony gol:  Moise Kean (06.09.2018, Łódź) – 5 min.

## Strzelcy
| Lp. | Zawodnik           | Gole |
| --- | ------------------ | ---- |
| 1.  | Jakub Bednarczyk   | 4    |
| 1.  | Tomasz Makowski    | 4    |
| 1.  | Dominik Steczyk    | 4    |
| 4.  | Dawid Kurminowski  | 2    |
| 4.  | Adrian Łyszczarz   | 2    |
| 4.  | Łukasz Poręba      | 2    |
| 4.  | Marcel Zylla       | 2    |
| 8.  | Adrian Benedyczak  | 1    |
| 8.  | Mateusz Bondarenko | 1    |
| 8.  | Jakub Moder        | 1    |
| 8.  | Tymoteusz Puchacz  | 1    |
| 8.  | Aron Stasiak       | 1    |
| 8.  | Serafin Szota      | 1    |

## Skład na Mistrzostwa Świata U-20 2019
| Nr.        | Zawodnik              | Data urodzenia | Mecze     | Gole      | Kartki żółte/czerwone | Klub                         |
| Bramkarze  | Bramkarze             | Bramkarze      | Bramkarze | Bramkarze | Bramkarze             | Bramkarze                    |
| ---------- | --------------------- | -------------- | --------- | --------- | --------------------- | ---------------------------- |
| 1.         | Radosław Majecki      | 16.11.1999     | 4         | 0         | 0                     | Legia Warszawa               |
| 12.        | Miłosz Mleczko        | 01.03.1999     | 0         | 0         | 0                     | Puszcza Niepołomice          |
| 21.        | Karol Niemczycki      | 05.07.1999     | 0         | 0         | 0                     | NAC Breda                    |
| Obrońcy    |                       |                |           |           |                       |                              |
| 4.         | Adrian Gryszkiewicz   | 13.12.1999     | 1         | 0         | 0                     | Górnik Zabrze                |
| 2.         | Maik Nawrocki         | 07.02.2001     | 0         | 0         | 0                     | Werder Brema                 |
| 3.         | Tymoteusz Puchacz     | 23.01.1999     | 3         | 0         | 0                     | GKS Katowice                 |
| 15.        | Jan Sobociński        | 20.03.1999     | 4         | 0         | 0                     | ŁKS Łódź                     |
| 18.        | Adrian Stanilewicz    | 22.02.2000     | 4         | 0         | 1/0                   | Bayer Leverkusen             |
| 5.         | Serafin Szota         | 04.03.1999     | 4         | 0         | 0                     | Odra Opole                   |
| 6.         | Sebastian Walukiewicz | 05.04.2000     | 3         | 0         | 0                     | Pogoń Szczecin               |
| Pomocnicy  |                       |                |           |           |                       |                              |
| 11.        | Jakub Bednarczyk      | 02.01.1999     | 0         | 0         | 0                     | FC St. Pauli                 |
| 8.         | Mateusz Bogusz        | 22.08.2001     | 1         | 0         | 0                     | Leeds United                 |
| 19.        | Adrian Łyszczarz      | 22.08.1999     | 1         | 0         | 0                     | GKS Katowice                 |
| 7.         | Tomasz Makowski       | 19.07.1999     | 3         | 0         | 0                     | Lechia Gdańsk                |
| 13.        | Michał Skóraś         | 15.02.2000     | 3         | 0         | 0                     | Bruk-Bet Termalica Nieciecza |
| 16.        | Bartosz Slisz         | 29.03.1999     | 4         | 0         | 0                     | Zagłębie Lubin               |
| 14.        | Nicola Zalewski       | 23.01.2002     | 1         | 0         | 0                     | AS Roma                      |
| 20.        | Marcel Zylla          | 14.01.2000     | 4         | 1         | 0                     | Bayern Monachium             |
| Napastnicy |                       |                |           |           |                       |                              |
| 17.        | Adrian Benedyczak     | 24.11.2000     | 4         | 1         | 1/0                   | Pogoń Szczecin               |
| 10.        | David Kopacz          | 29.05.1999     | 2         | 0         | 0                     | VfB Stuttgart                |
| 9.         | Dominik Steczyk       | 04.05.1999     | 4         | 2         | 0                     | FC Nürnberg                  |

## Mecze zawodników w reprezentacji za kadencji Jacka Magiery
| Lp.        | Zawodnik              | Data urodzenia | Mecze     | Gole      | Kartki żółte/czerwone |
| Bramkarze  | Bramkarze             | Bramkarze      | Bramkarze | Bramkarze | Bramkarze             |
| ---------- | --------------------- | -------------- | --------- | --------- | --------------------- |
| 1.         | Marcin Bułka          | 04.10.1999     | 2         | 0         | 0                     |
| 2.         | Mateusz Górski        | 05.02.2000     | 1         | 0         | 0                     |
| 3.         | Radosław Majecki      | 16.11.1999     | 8         | 0         | 0                     |
| 4.         | Miłosz Mleczko        | 01.03.1999     | 2         | 0         | 0                     |
| 5.         | Bartosz Mrozek        | 23.02.2000     | 2         | 0         | 0                     |
| 6.         | Karol Niemczycki      | 05.07.1999     | 2         | 0         | 0                     |
| 7.         | Paweł Sokół           | 02.03.2000     | 3         | 0         | 0                     |
| Obrońcy    |                       |                |           |           |                       |
| 1.         | Jakub Bednarczyk      | 02.01.1999     | 15        | 4         | 2/0                   |
| 2.         | Mateusz Bondarenko    | 19.08.1999     | 6         | 1         | 0                     |
| 3.         | Adam Chrzanowski      | 31.03.1999     | 5         | 0         | 1/0                   |
| 4.         | Marcin Grabowski      | 21.05.2000     | 3         | 0         | 0                     |
| 5.         | Adrian Gryszkiewicz   | 13.12.1999     | 5         | 0         | 0                     |
| 6.         | Wojciech Kamiński*    | 21.01.2001     | 0         | 0         | 0                     |
| 7.         | Jakub Kiwior          | 15.02.2000     | 6         | 0         | 0                     |
| 8.         | Aleks Ławniczak*      | 05.05.1999     | 0         | 0         | 0                     |
| 9.         | Maik Nawrocki*        | 07.02.2001     | 0         | 0         | 0                     |
| 10.        | Michał Ozga           | 23.06.2000     | 2         | 0         | 0                     |
| 11.        | Kamil Piątkowski      | 21.06.2000     | 2         | 0         | 0                     |
| 12.        | Tymoteusz Puchacz     | 23.01.1999     | 17        | 1         | 2/0                   |
| 13.        | Mateusz Skrzypczak    | 22.08.2000     | 1         | 0         | 0                     |
| 14.        | Jan Sobociński        | 20.03.1999     | 11        | 0         | 1/0                   |
| 15.        | Kamil Surowiec*       | 23.03.1999     | 0         | 0         | 0                     |
| 16.        | Serafin Szota         | 04.03.1999     | 18        | 1         | 3/0                   |
| 17.        | Sebastian Walukiewicz | 05.04.2000     | 8         | 0         | 0                     |
| 18.        | Mateusz Żukowski      | 23.11.2001     | 1         | 0         | 0                     |
| Pomocnicy  |                       |                |           |           |                       |
| 1.         | Jakub Apolinarski     | 04.05.1999     | 2         | 0         | 0                     |
| 2.         | Mateusz Bogusz        | 22.08.2001     | 3         | 0         | 0                     |
| 3.         | Konrad Gutowski       | 22.03.1999     | 2         | 0         | 0                     |
| 4.         | Wojciech Hajda*       | 23.05.2000     | 0         | 0         | 0                     |
| 5.         | Radosław Kanach       | 03.04.1999     | 3         | 0         | 0                     |
| 6.         | Mikołaj Kwietniewski  | 30.04.1999     | 1         | 0         | 0                     |
| 7.         | Sylwester Lusiusz     | 18.09.1999     | 2         | 0         | 0                     |
| 8.         | Łukasz Łakomy*        | 18.01.2001     | 0         | 0         | 0                     |
| 9.         | Adrian Łyszczarz      | 22.08.1999     | 9         | 2         | 0                     |
| 10.        | Tomasz Makowski       | 19.07.1999     | 13        | 4         | 1/0                   |
| 11.        | Kacper Michalski      | 03.01.2000     | 1         | 0         | 0                     |
| 12.        | Jakub Moder           | 07.04.1999     | 6         | 1         | 1/0                   |
| 13.        | Paweł Olszewski       | 07.06.1999     | 2         | 0         | 0                     |
| 14.        | Damian Pawłowski      | 27.01.1999     | 2         | 0         | 0                     |
| 15.        | Łukasz Poręba         | 13.03.2000     | 6         | 2         | 0                     |
| 16.        | Mateusz Praszelik     | 26.11.2000     | 2         | 0         | 0                     |
| 17.        | Piotr Pyrdoł          | 27.04.1999     | 1         | 0         | 0                     |
| 18.        | Michał Rakoczy        | 30.03.2002     | 2         | 0         | 0                     |
| 19.        | Oskar Repka           | 03.01.1999     | 1         | 0         | 1/0                   |
| 20.        | Bartosz Slisz         | 29.03.1999     | 13        | 0         | 1/0                   |
| 21.        | Mateusz Sopoćko*      | 26.06.1999     | 0         | 0         | 0                     |
| 22.        | Adrian Stanilewicz    | 22.02.2000     | 10        | 0         | 2/0                   |
| 23.        | Marcin Szpakowski     | 26.09.2001     | 1         | 0         | 0                     |
| 24.        | Bartłomiej Wdowik     | 25.09.2000     | 2         | 0         | 0                     |
| 25.        | Nicola Zalewski       | 23.01.2002     | 1         | 0         | 0                     |
| 26.        | Marcel Zylla          | 14.01.2000     | 10        | 2         | 0                     |
| Napastnicy |                       |                |           |           |                       |
| 1.         | Adrian Benedyczak     | 24.11.2000     | 11        | 1         | 1/0                   |
| 2.         | Kacper Chodyna        | 24.05.1999     | 1         | 0         | 0                     |
| 3.         | Karol Czubak          | 25.01.2000     | 2         | 0         | 0                     |
| 4.         | Marco Drawz           | 30.01.1999     | 2         | 0         | 0                     |
| 5.         | Michał Góral          | 02.08.1999     | 1         | 0         | 0                     |
| 6.         | David Kopacz          | 29.05.1999     | 10        | 0         | 3/0                   |
| 7.         | Kacper Kostorz        | 21.08.1999     | 2         | 0         | 0                     |
| 8.         | Dawid Kurminowski     | 24.02.1999     | 6         | 2         | 0                     |
| 9.         | Michał Skóraś         | 15.02.2000     | 10        | 0         | 0                     |
| 10.        | Dominik Sokół         | 16.05.1999     | 1         | 0         | 0                     |
| 11.        | Aron Stasiak          | 19.02.1999     | 2         | 1         | 0                     |
| 12.        | Dominik Steczyk       | 04.05.1999     | 12        | 4         | 0                     |
| 13.        | Sebastian Strózik     | 15.05.1999     | 6         | 0         | 0                     |
| 14.        | Przemysław Zdybowicz* | 10.01.2000     | 0         | 0         | 0                     |

- – piłkarze powołani przynajmniej na jedno zgrupowanie

## Szczegóły
| 6 września 2018 19:00 CET | Polska U-20 | 0:3(0:2)Raport | Włochy U-20 · 5', 67' Kean · 38' Scamacca | Stadion Widzewa Łódź, Łódź Widzów: 3 500 Sędzia: Ondrej Berka |
|                           |             |                |                                           |                                                               |

 Polska U-20: Marcin Bułka – Kacper Michalski (75. Paweł Olszewski), Serafin Szota, Adam Chrzanowski, Adrian Gryszkiewicz – Sebastian Walukiewicz (85. Damian Pawłowski), Adrian Łyszczarz – David Kopacz (85. Bartosz Slisz), Jakub Moder (75. Sebastian Strózik), Jakub Bednarczyk (85. Marco Drawz) – Adrian Benedyczak (61. Tymoteusz Puchacz).
 Włochy U-20: Michele Cerefolini (46. Alessandro Pizzari) – Enrico Del Prato, Matteo Gabbia, Alessandro Boungiorno, Alessandro Tripaldelli (81. Luca Pellegrini) – Andrea Marcucci (72. Andrea Danzi), Filippo Melegoni, Andrea Colpani, Enrico Brignola (46. Christian Capone) – Gianluca Scamacca (46. Andrea Pinamonti), Moise Kean (89. Gabriele Zappa).
| 10 września 2018 18:00 CET | Szwajcaria U-20 · Andi Zeqiri 53' | 1:0(0:0)Raport | Polska U-20 | Stade de Chailly, Montreux Widzów: 275 |
|                            |                                   |                |             |                                        |

 Szwajcaria U-20: Anthony Racioppi – Cédric Gasser, Jan Bamert (83. Yves Kaiser), Cédric Zesiger, Bastien Conus – Magnus Breitenmoser (71. Filip Ugrinic), Dominik Schmid (71. Mats Hammerich), Eris Abedini, Andi Zeqiri (71. Lavdrim Rexhepi), Mersim Asllani (89. Nikola Sukacev) – Aimery Pinga (83. Léo Seydoux).
 Polska U-20: Radosław Majecki – Paweł Olszewski (82. Adrian Gryszkiewicz), Serafin Szota, Adam Chrzanowski (64. Jan Sobociński), Tymoteusz Puchacz – Marco Drawz (46. Jakub Bednarczyk), Damian Pawłowski (74. Jakub Moder), Bartosz Slisz, Adrian Łyszczarz (82. Sebastian Strózik), David Kopacz – Dominik Steczyk (63. Michał Góral).
| 11 października 2018 18:00 CET | Polska U-20 · Puchacz 8' · Łyszczarz 11' (k.) · Moder 16' (k.) | 3:0(3:0)Raport | Czechy U-20 | Stadion Widzewa Łódź, Łódź Widzów: 1 500 Sędzia: David Schärli |
|                                |                                                                |                |             |                                                                |

 Polska U-20: Radosław Majecki – Serafin Szota, Sebastian Walukiewicz, Jan Sobociński, Adrian Gryszkiewicz (31. Dominik Steczyk) – Sebastian Strózik (68. Konrad Gutowski), Radosław Kanach, Adrian Łyszczarz (89. Tomasz Makowski), Jakub Moder (67. David Kopacz), Tymoteusz Puchacz – Michał Góral (79. Adrian Benedyczak).
 Czechy U-20: Martin Jedlička – Libor Holík, Jakub Klíma, Jan Král, Daniel Souček – Michal Sadílek (84. Ladislav Krejčí), Dominik Janošek, Filip Havelka (77. Patrik Žitný), Ondřej Lingr (62. Denis Granečný), Jakub Rezek (61. David Douděra) – Ondřej Šašinka (84. Jakub Šípek).
| 16 października 2018 19:00 CET | Holandia U-20 · Vente 13' · de Wit 25', 34', 43' | 4:1(4:0)Raport | Polska U-20 · 71' Adrian Benedyczak | Sportpark Nieuw Zuid, Katwijk aan Zee Sędzia: Luís Godinho |
|                                |                                                  |                |                                     |                                                            |

 Holandia U-20: Jan Hoekstra – Nathangelo Markelo, Deyovasio Zeefiuk, Shaquille Pinas, Owen Wijndal – Jordy Wehrmann, Dani de Wit – Noa Lang, Tom van de Looi, Tahith Chong – Dylan Vente.
 Polska U-20: Marcin Bułka – Jakub Bednarczyk, Sebastian Walukiewicz (46. Serafin Szota), Adam Chrzanowski, Tymoteusz Puchacz – Radosław Kanach (71. Bartosz Slisz), Tomasz Makowski – Sebastian Strózik (81. Jakub Moder), David Kopacz, Konrad Gutowski (61. Kacper Chodyna) – Adrian Benedyczak.
| 15 listopada 2018 18:00 CET | Portugalia U-20 · Elves Baldé 30' · Leandro Cardoso 85' | 2:0(1:0) | Polska U-20 | Estádio Algarve, Faro/Loulé Sędzia: Fabrizio Pasqua |
|                             |                                                         |          |             |                                                     |

 Portugalia U-20: Luís Maximiano – João Oliveira, Diogo Queirós, Luís Silva, Rúben Vinagre – Mésaque Djú (77. Francisco Moura), Filipe Soares (66. Miguel Luís), Florentino Luís (77. Daniel Bragança), Domingos Quina (66. Nuno Santos), Elves Baldé (87. Mickael Almeida) – Pedro Correia (66. Leandro Cardoso).
 Polska U-20: Radosław Majecki – Jakub Bednarczyk, Serafin Szota, Jan Sobociński, Tymoteusz Puchacz – David Kopacz, Adrian Stanilewicz, Bartosz Slisz (87. Piotr Pyrdoł), Marcel Zylla (76. Jakub Moder), Adrian Łyszczarz – Dominik Steczyk (75. Sebastian Strózik).
| 19 listopada 2018 19:00 CET | Polska U-20 · Steczyk 19' (k.) · Weremijenko 70' (sam.) | 2:1(1:1)Raport | Ukraina U-20 · 29' Popow | Stadion Miejski, Bielsko-Biała Widzów: 4 428 Sędzia: Piotr Lasyk |
|                             |                                                         |                |                          |                                                                  |

 Polska U-20: Miłosz Mleczko (67. Karol Niemczycki) – Jakub Bednarczyk (33. Oskar Repka), Serafin Szota, Jan Sobociński, Adam  Chrzanowski (66. Kacper Kostorz) – David Kopacz (89. Sebastian Strózik), Adrian Stanilewicz, Adrian Łyszczarz (66. Bartosz Slisz), Tymoteusz Puchacz – Marcel Zylla (89. Tomasz Makowski), Dominik Steczyk (80. Jakub Moder).
 Ukraina U-20: Władysław Kuczeruk (46. Dmytro Riznyk) – Denys Popow, Ołeh Weremijenko, Ihor Snurnicyn (63. Tymofij Suchar) – Ołeksandr Safronow (76. Ołeksandr Awramenko), Maksym Czech (63. Kyryło Dryszluk), Ołeksandr Bielajew, Ołeksij Kaszczuk (76. Andrij Remeniuk), Serhij Bułeca (76. Denys Ustymenko), Wiktor Kornijenko – Władysław Supriaha.
| 21 marca 2019 17:00 CET | Polska U-20 · Szota 28' · Tomasz Makowski 68' · Bednarczyk 72' · Łyszczarz 82' | 4:1(1:1)Raport | Japonia U-20 · 35' Saito | Stadion Widzewa Łódź, Łódź Widzów: 2 500 Sędzia: Zbigniew Dobrynin |
|                         |                                                                                |                |                          |                                                                    |

 Polska U-20: Miłosz Mleczko – Serafin Szota, Jan Sobociński, Sebastian Walukiewicz, Adrian Stanilewicz – Bartosz Slisz, Tomasz Makowski (71. Adrian Benedyczak) – Tymoteusz Puchacz (84. Kacper Kostorz), Mateusz Bogusz (59. Adrian Łyszczarz), Michał Skóraś (59. Jakub Bednarczyk) – Dominik Steczyk (84. Dominik Sokół).
 Japonia U-20: Keisuke Osako (46. Shu Mogi) – Yukinari Sugawara, Ryotaro Tsunoda (46. Toichi Hara), Ayumo Seko (32. Yuki Kobayashi), Toichi Suzuki (46. Yuta Taki) – Hiroki Abe (32. Taisei Miyashiro), Rei Hirakawa (46. Kanya Fujimoto), Hiroki Ato, Hinata Kida (62. Takuya Ogiwara) – Koki Saito (46. Takumi Nakamura), Soroman Sakuragawa (46. Jun Nishikawa).
| 26 marca 2018 18:00 CET | Polska U-20 | 0:2(0:1)Raport | Niemcy U-20 · 17' Otto · 78' Friede | Stadion Miejski, Bielsko-Biała Widzów: 6 348 Sędzia: Rosario Abisso |
|                         |             |                |                                     |                                                                     |

 Polska U-20: Karol Niemczycki – Serafin Szota, Sebastian Walukiewicz, Jan Sobociński (46. Adam Chrzanowski), Adrian Gryszkiewicz (46. Adrian Benedyczak) – Jakub Bednarczyk (70. Mikołaj Kwietniewski), Radosław Kanach (70. Bartosz Slisz), Adrian Stanilewicz, Adrian Łyszczarz (83. Mateusz Bogusz), Tymoteusz Puchacz (60. David Kopacz) – Dominik Steczyk.
 Niemcy U-20: Jan Bartels (46. Niclas Thiede) – Davide Itter, Luca Kilian, Paul Jaeckel, Lennart Czyborra (46. Gianluca Itter) – Matias Kohlert (46. Benjamin Goller), Niklas Dorsch (60. Sidney Friede), Dženis Burnić, Salih Özcan (84. Manuel Wintzheimer), Aaron Opoku (46. Ridle Baku) – David Otto (46. Florian Krüger).
| 23 maja 2019 20:30 CET | Polska U-20 | 0:2(0:1)Raport | Kolumbia U-20 · 23' Angulo · 90' Sandoval | Stadion Widzewa Łódź, Łódź Widzów: 17 467 Sędzia: Mustapha Ghorbal |
|                        |             |                |                                           |                                                                    |

 Polska U-20: Radosław Majecki – Serafin Szota, Sebastian Walukiewicz (54. Jakub Bednarczyk), Jan Sobociński, Adrian Stanilewicz – Bartosz Slisz, Tomasz Makowski, David Kopacz, Mateusz Bogusz (68. Marcel Zylla) – Tymoteusz Puchacz (83. Adrian Benedyczak), Dominik Steczyk.
 Kolumbia U-20: Kevin Mier – Anderson Arroyo, Andrés Reyes (91. Carlos Terán), Carlos Cuesta, Brayan Vera, Andrés Balanta, Andrés Perea, Jaime Alvarado, Iván Angulo (77. Johan Carbonero), Juan Hernández (58. Luis Sandoval), Luis Sinisterra.
| 26 maja 2019 20:30 CET | Polska U-20 · Bednarczyk 18' · Zylla 37' · Steczyk 39', 61' (głową) · Benedyczak 74' | 5:0(3:0)Raport | Tahiti U-20 | Stadion Widzewa Łódź, Łódź Widzów: 15 894 Sędzia: Ahmed Al-Kaf |
|                        |                                                                                      |                |             |                                                                |

 Polska U-20: Radosław Majecki – Jakub Bednarczyk, Serafin Szota, Jan Sobociński, Adrian Stanilewicz – David Kopacz (58. Adrian Benedyczak), Adrian Łyszczarz, Bartosz Slisz (62. Adrian Gryszkiewicz), Marcel Zylla (77. Michał Skóraś), Nicola Zalewski – Dominik Steczyk.
 Tahiti U-20: Moana Pito – Samuel Liparo (46. Etienne Tave), Tevaitini Teumere, Hennel Tehaamoana, Kavaiei Morgant – Eddy Kaspard, Tehauarii Holozet, Roonui Tehau, Terai Bremond (70. Herahaunui Ferrand), Yann Vivi (46. Kitin Maro) – Tutehau Tufariua.
| 29 maja 2019 20:30 CET | Senegal U-20 | 0:0Raport | Polska U-20 | Stadion Widzewa Łódź, Łódź Widzów: 15 829 Sędzia: Raphael Claus |
|                        |              |           |             |                                                                 |

 Senegal U-20: Dialy N’Diaye – Moussa N’Diaye, Formose Mendy, Cavin Diagne, Souleymane Aw – Dia N’Diaye (63' Youssouph Badji), Ibrahima Drame, Ousseynou Niang, Souleymane Cisse, Dion Lopy – Faly Ndaw (73' Amadou Ciss).
 Polska U-20: Radosław Majecki – Serafin Szota, Sebastian Walukiewicz, Jan Sobociński, Adrian Stanilewicz – Jakub Bednarczyk, Bartosz Slisz, Tomasz Makowski, Marcel Zylla (88. Adrian Łyszczarz), Michał Skóraś (67. Tymoteusz Puchacz) – Adrian Benedyczak (78. Dominik Steczyk).
| 2 czerwca 2019 17:30 CET | Włochy U-20 · Pinamonto 38' (k.) | 1:0(1:0)Raport | Polska U-20 | Stadion GOSiR, Gdynia Widzów: 10 232 Sędzia: Jesús Gil Manzano |
|                          |                                  |                |             |                                                                |

 Włochy U-20: Alessandro Plizzari – Alessandro Tripaldelli, Matteo Gabbia, Davide Frattesi (82. Alessandro Buongiorno) – Andrea Pinamonti, Gianluca Scamacca (68. Christian Capone), Luca Ranieri, Raoul Bellanova, Enrico Del Prato – Luca Pellegrini, Salvatore Esposito (89. Roberto Alberico).
 Polska U-20: Radosław Majecki – Serafin Szota (83. Adrian Benedyczak), Sebastian Walukiewicz, Jan Sobociński, Adrian Stanilewicz (77. Tymoteusz Puchacz) – Jakub Bednarczyk, Tomasz Makowski (58. David Kopacz), Marcel Zylla, Bartosz Slisz, Michał Skóraś – Dominik Steczyk.
| 5 września 2019 17:30 CET | Włochy U-20 · Capone 43' · Raspadori 55' | 2:0(1:0)Raport | Polska U-20 | Stadio Comunale di Caldiero Terme, Caldiero Widzów: 10 232 Sędzia: Jesús Gil Manzano |
|                           |                                          |                |             |                                                                                      |

 Włochy U-20: Leonardo Loria – Gabriele Ferrarini (81. Alessandro Fiordaliso), Gabriele Bellodi (72. Gabriele Corbo), Filippo Delli Carri (81. Alessandro Minelli), Gianluca Frabotta – Manolo Portanova (72. Lorenzo Gavioli), Salvatore Esposito (82. Andrea Danzi), Domenico Alberico (59. Tommaso Pobega), Andrea Colpani (59. Gianluca Gaetano) – Giacomo Raspadori, Christian Capone (72. Marco Olivieri).
 Polska U-20: Paweł Sokół – Serafin Szota, Mateusz Bondarenko, Jakub Kiwior (83. Michał Ozga) – Michał Skóraś (63. Jakub Apolinarski), Łukasz Poręba, Tomasz Makowski, Sylwester Lusiusz (83. Bartłomiej Wdowik), Tymoteusz Puchacz (73. Marcin Grabowski) – Dawid Kurminowski (63. Dominik Steczyk), Marcel Zylla (73. Mateusz Praszelik).
| 9 września 2019 15:00 CET | Polska U-20 | 0:1(0:0)Raport | Portugalia U-20 · 57' Costa | Stadion Miejski „Stal”, Rzeszów Sędzia: Darren England |
|                           |             |                |                             |                                                        |

 Polska U-20: Radosław Majecki – Serafin Szota, Mateusz Bondarenko (82. Michał Ozga), Jakub Kiwior – Jakub Apolinarski (46. Michał Skóraś), Łukasz Poręba (45. Sylwester Lusiusz), Adrian Stanilewicz (82. Bartłomiej Wdowik), Tomasz Makowski, Tymoteusz Puchacz (73. Marcin Grabowski) – Dominik Steczyk (65. Dawid Kurminowski), Marcel Zylla (73. Mateusz Praszelik).
 Portugalia U-20: João Valido – Costinha (86. Bernardo Caldeira), João Pinto (44. Gonçalo Cardoso), Pedro Álvaro, Rúben Moura (86. Tiago Lopes) – Rafael Camacho (87. Paulo Ferreira), Samuel Costa, Fábio Vieira (71. Diogo Capitão), Daniel Silva (58. Tiago Dantas), Afonso Sousa (58. João Mário) – Diogo Almeida (46. Tiago Rodrigues).
| 10 października 2019 18:00 CET | Niemcy U-20 · Wintzheimer 7' (k.), 21' · Yeboah 36' | 3:4(2:2)Raport | Polska U-20 · 1' Makowski · 41' Zylla · 47' Kurminowski · 90' Łukasz Poręba | Edmund-Plambeck-Stadion, Norderstedt Widzów: 2 112 Sędzia: Jochem Kamphuis |
|                                |                                                     |                |                                                                             |                                                                            |

 Niemcy U-20: Christian Früchtl – Lennart Czyborra (82. Gian-Luca Itter), Jonas David, Thomas Keller, Lino Tempelmann – John Yeboah (62. Benjamin Goller), Manuel Wintzheimer (62. Jonathan Burkardt), Nicolas Kühn (76. Florian Krüger), Kilian Ludewig (82. Alfons Amade), Aaron Opoku (62. David Otto) – Finn Becker.
 Polska U-20: Paweł Sokół – Serafin Szota, Mateusz Bondarenko, Jakub Kiwior – Michał Skóraś (62. Jakub Bednarczyk), Bartosz Slisz, Adrian Stanilewicz (62. Łukasz Poręba), Tomasz Makowski, Tymoteusz Puchacz – Dawid Kurminowski (62. Adrian Benedyczak), Marcel Zylla.
| 14 października 2019 17:00 CET | Polska U-20 · Makowski 52' | 1:2(0:2)Raport | Holandia U-20 · 14' Aboukhlal · 36' Ekkelenkamp | Stadion Miejski, Kalisz Widzów: 8 000 Sędzia: Luís Godinho |
|                                |                            |                |                                                 |                                                            |

 Polska U-20: Paweł Sokół – Serafin Szota, Mateusz Bondarenko, Jakub Kiwior – Jakub Bednarczyk (63. Michał Skóraś), Łukasz Poręba (85. Adrian Benedyczak), Tomasz Makowski, Bartosz Slisz, Marcin Grabowski (63. Tymoteusz Puchacz) – Marcel Zylla, Dawid Kurminowski (63. Mateusz Żukowski).
 Holandia U-20: Mike van de Meulenhof – Navajo Bakboord (81. Deroy Duarte), Jordan Teze, Sven Botman, Kik Pierie – Nathan Markelo, Jurgen Ekkelenkamp, Jordy Wehrmann – Juan Familia-Castillo (46. Armando Obispo), Thomas Buitink (69. Dylan Vente), Zakaria Aboukhlal (70. Ché Nunnely).
| 14 listopada 2019 16:00 CET | Polska U-20 · Bondarenko 35' · Makowski 46' · Stasiak 59' · Poręba 67' · Bednarczyk 86' | 5:1(1:0)Raport | Szwajcaria U-20 · 61' Marchand | Stadion Chojniczanki Chojnice, Chojnice Sędzia: Andy Madley |
|                             |                                                                                         |                |                                |                                                             |

 Polska U-20: Bartosz Mrozek – Serafin Szota, Mateusz Bondarenko (88. Mateusz Skrzypczak), Jakub Kiwior – Jakub Bednarczyk (87. Kamil Piątkowski), Tomasz Makowski, Michał Skóraś, Łukasz Poręba (87. Marcin Szpakowski), Tymoteusz Puchacz – Aron Stasiak (59. Michał Rakoczy), Dawid Kurminowski (82. Karol Czubak).
 Szwajcaria U-20: Amir Saipi – Yves Jankowski (72. Pascal Schüpbach), Serge Müller, Jan Kronig, Nias Hefti – Fabio Fehr (62. Maren Haile-Selassie), Yannick Marchand (79. Izer Aliu), Gabriel Bares, Alexis Antunes (62. Amel Rustemoski), Nishan Burkart (72. Nicky Beloko) – Lorenzo González (79. Mohamed Amdouni).
| 18 listopada 2019 17:00 CET | Polska U-20 · Solbakken 61' (k.) | 1:1(0:0)Raport | Norwegia U-19 · 14' Aboukhlal · 36' Ekkelenkamp | Stadion MOSiR, Bytów Sędzia: Damian Kos |
|                             |                                  |                |                                                 |                                         |

 Polska U-20: Bartosz Mrozek (81. Mateusz Górski) – Serafin Szota, Mateusz Bondarenko (81. Karol Czubak), Jakub Kiwior – Kamil Piątkowski (46. Jakub Bednarczyk), Łukasz Poręba, Tomasz Makowski, Michał Rakoczy (69. Aron Stasiak), Tymoteusz Puchacz – Michał Skóraś, Dawid Kurminowski.
 Norwegia U-19: Mads Hedenstad Christiansen – Colin Rösler, Erik Tobias Sandberg, Elias Kristoffersen Hagen (46. George Nuah Gibson) – Markus Solbakken (81. Mikael Birk Giæver Ugland), Conrad Wallem (46. Jonas Tillung Fredriksen), Tobias Christensen (90. August Mikkelsen), Robert Behson-Courage Williams – Sebastian Jarl, Erik Botheim, Marcus Holmgren Pedersen.